# Костелска река
Костелска река (Стручанска река, Трашлийска река, Марянска река) е река в Северна България, област Велико Търново – община Елена, десен приток на Златаришка река от басейна на Янтра. Дължината ѝ е 20 km.
Костелска река извира под името Стручанска река от северното подножие на връх Чумерна (1536 m) в Елено-Твърдишка планина, резервата „Бяла крава", на 1230 m н.в. До село Костел тече в дълбока и залесена долина и променя името си на Трашлийска река. След селото долината ѝ се разширява и се нарича вече Костелска река, а преди вливането си отдясно в Златаришка река, на 304 m н.в., в близост до село Марян – Марянска река.
Площта на водосборния басейн на Костелска река е 92 km2, което представлява 49,2% от водосборния басейн на Златаришка река.
Основни притоци – → ляв приток, ← десен приток:
- ← Дупнешка река
- ← Белокравшница
- ← Черна река
- → Леската (най-голям приток)

Костелска река е с ясно изразено пролетно пълноводие от март до юни и лятно-есенно маловодие – юли-октомври.
По течението на реката са разположени 5 села в Община Елена: Валето, Костел, Граматици, Чакали, Марян.
В долното течение водите на реката се използват за напояване.
На 250 m югоизточно от устието ѝ е разположен Марянският манастир „Свето преображение"

## Топографска карта
- Лист от карта K-35-41. Мащаб: 1 : 100 000.
- Лист от карта K-35-40. Мащаб: 1 : 100 000.